# Anubis Black
Francisco Javier Lízarraga Meza, mer känd under sitt artistnamn Anubis Black, född 16 augusti 1988, död 20 juni 2020 (mördad) i Álvaro Obregón i Mexico City, var en mexikansk fribrottare och misstänkt mördare.
Han har också brottats under namnen Barba Roja och Toshiharu. 

## Brottarkarriär
Mellan 2014 och 2017 brottades han i Grupo Internacional Revolución som en underkortsbrottare i kvällarnas första matcher. Han var en av medlemmarna i gruppen Insanity, med Araña de Plata och Atomic Star.

## Mord och död
Lizarraga hittades av polis, avrättad med åtta skottskador i sitt hem i stadsdelen Garcimarrera den 20 juni 2020. Han var vid tillfället efterlyst av polisen för att ha varit en av två skyttar vid ett dubbelmord, en drive-by skjutning med motorcykel. Detta hände på snabbmatsrestaurangen Wings & Burger vid korsningen Santa Lucía/Eucalipto i samma område den 25 mars, tre månader tidigare. Ett par unga män, 20 och 25 år gamla, sköts ihjäl.